# Olympische Winterspiele 2022/Teilnehmer (Bulgarien)
| Gelbes Symbol für Goldmedaillen mit stilisierten Olympischen Ringen | Graues Symbol für Silbermedaillen mit stilisierten Olympischen Ringen | Braundes Symbol für Bronzemedaillen mit stilisierten Olympischen Ringen |
| ------------------------------------------------------------------- | --------------------------------------------------------------------- | ----------------------------------------------------------------------- |
| —                                                                   | —                                                                     | —                                                                       |

Bulgarien nahm an den Olympischen Winterspielen 2022 in Peking teil. Es war die 21. Teilnahme des Landes an Olympischen Winterspielen. Neun Athleten und sechs Athletinnen starteten in sechs Sportarten. Die Fahnenträger waren die Biathletin Milena Todorowa und der Snowboarder Radoslaw Jankow.
Ursprünglich wurde auch der Skilangläufer Simeon Dejanow nominiert. Vor der Abreise nach Peking wurde er jedoch positiv auf COVID-19 getestet und benötigte ärztliche Behandlung.

## Teilnehmer nach Sportarten

### Biathlon
| Athleten                                                            | Wettbewerb         | Zeit        | Fehler         | Rang |
| ------------------------------------------------------------------- | ------------------ | ----------- | -------------- | ---- |
| Frauen                                                              |                    |             |                |      |
| Lora Christowa                                                      | 7,5 km Sprint      | 26:27,7 min | 4 (3+1)        | 89   |
| Daniela Kadewa                                                      | 7,5 km Sprint      | 25:26,4 min | 1 (0+1)        | 84   |
| Daniela Kadewa                                                      | 15 km Einzel       | 59:30,4 min | 8 (4+1+2+1)    | 86   |
| Marija Sdrawkowa                                                    | 7,5 km Sprint      | 24:39,1 min | 1 (0+1)        | 78   |
| Marija Sdrawkowa                                                    | 15 km Einzel       | 50:13,1 min | 1 (0+1+0+0)    | 50   |
| Milena Todorowa                                                     | 7,5 km Sprint      | 22:15,4 min | 1 (1+0)        | 17   |
| Milena Todorowa                                                     | 10 km Verfolgung   | 39:20,6 min | 6 (0+0+2+4)    | 31   |
| Milena Todorowa                                                     | 15 km Einzel       | 50:14,9 min | 5 (0+2+0+3)    | 52   |
| Milena Todorowa Marija Sdrawkowa Lora Christowa Daniela Kadewa      | 4 × 6-km-Staffel   | LAP         | LAP            | 18   |
| Männer                                                              |                    |             |                |      |
| Dimitar Gerdschikow                                                 | 10 km Sprint       | 26:56,5 min | 2 (1+1)        | 63   |
| Dimitar Gerdschikow                                                 | 20 km Einzel       | 53:54,2 min | 2 (1+0+1+0)    | 41   |
| Wladimir Iliew                                                      | 10 km Sprint       | 25:52,2 min | 2 (0+2)        | 31   |
| Wladimir Iliew                                                      | 12,5 km Verfolgung | 43:41,3 min | 7 (2+2+2+1)    | 25   |
| Wladimir Iliew                                                      | 20 km Einzel       | 55:37,5 min | 5 (2+1+1+1)    | 61   |
| Anton Sinapow                                                       | 10 km Sprint       | 26:45,4 min | 2 (0+2)        | 56   |
| Anton Sinapow                                                       | 12,5 km Verfolgung | 47:08,3 min | 7 (2+0+3+2)    | 55   |
| Anton Sinapow                                                       | 20 km Einzel       | 58:47,6 min | 6 (2+1+1+2)    | 85   |
| Blagoj Todew                                                        | 10 km Sprint       | 26:39,2 min | 1 (0+1)        | 52   |
| Blagoj Todew                                                        | 12,5 km Verfolgung | 47:05,0 min | 6 (1+3+1+1)    | 53   |
| Blagoj Todew Wladimir Iliew Dimitar Gerdschikow Anton Sinapow       | 4 × 7,5-km-Staffel | 1:27:05,3 h | 2+11 (1+6 1+5) | 18   |
| Mixed                                                               |                    |             |                |      |
| Milena Todorowa Marija Sdrawkowa Wladimir Iliew Dimitar Gerdschikow | 4 × 6-km-Staffel   | LAP         | LAP            | 19   |

### Eiskunstlauf
| Athlet           | Wettbewerb | Kurzprogramm | Kurzprogramm | Kür    | Kür  | Gesamt | Gesamt |
| Athlet           | Wettbewerb | Punkte       | Rang         | Punkte | Rang | Punkte | Rang   |
| ---------------- | ---------- | ------------ | ------------ | ------ | ---- | ------ | ------ |
| Frauen           |            |              |              |        |      |        |        |
| Alexandra Fejgin | Einzel     | 59,16        | 23           | 100,15 | 24   | 159,31 | 24     |

### Rennrodeln
| Athlet        | Wettbewerb | Lauf 1   | Lauf 1 | Lauf 2   | Lauf 2 | Lauf 3   | Lauf 3 | Lauf 4        | Lauf 4        | Gesamt       | Gesamt |
| Athlet        | Wettbewerb | Zeit     | Rang   | Zeit     | Rang   | Zeit     | Rang   | Zeit          | Rang          | Zeit         | Rang   |
| ------------- | ---------- | -------- | ------ | -------- | ------ | -------- | ------ | ------------- | ------------- | ------------ | ------ |
| Männer        |            |          |        |          |        |          |        |               |               |              |        |
| Pawel Angelow | Einsitzer  | 59,555 s | 29     | 59,753 s | 29     | 59,545 s | 29     | ausgeschieden | ausgeschieden | 2:58,853 min | 28     |

### Ski Alpin
| Athleten       | Wettbewerb   | Lauf 1      | Lauf 1 | Lauf 2      | Lauf 2 | Gesamt        | Gesamt        |
| Athleten       | Wettbewerb   | Zeit        | Rang   | Zeit        | Rang   | Zeit          | Rang          |
| -------------- | ------------ | ----------- | ------ | ----------- | ------ | ------------- | ------------- |
| Frauen         |              |             |        |             |        |               |               |
| Ewa Wukadinowa | Riesenslalom | 1:05,58 min | 44     | 1:05,88 min | 37     | 2:11,46 min   | 36            |
| Ewa Wukadinowa | Slalom       | 1:00,71 min | 49     | DNF         | DNF    | ausgeschieden | ausgeschieden |
| Männer         |              |             |        |             |        |               |               |
| Albert Popow   | Riesenslalom | 1:07,60 min | 27     | 1:07,34 min | 7      | 2:14,94 min   | 17            |
| Albert Popow   | Slalom       | 54,62 s     | 9      | 50,53 s     | 8      | 1:45,15 min   | 9             |
| Kamen Slatkow  | Slalom       | 55,66 s     | 20     | DNF         | DNF    | ausgeschieden | ausgeschieden |

### Skispringen
| Athlet             | Wettbewerb    | Qualifikation | Qualifikation | Qualifikation | 1. Durchgang | 1. Durchgang | 1. Durchgang | 2. Durchgang  | 2. Durchgang  | 2. Durchgang  | Gesamt | Gesamt |
| Athlet             | Wettbewerb    | Weite         | Punkte        | Rang          | Weite        | Punkte       | Rang         | Weite         | Punkte        | Rang          | Punkte | Rang   |
| ------------------ | ------------- | ------------- | ------------- | ------------- | ------------ | ------------ | ------------ | ------------- | ------------- | ------------- | ------ | ------ |
| Männer             |               |               |               |               |              |              |              |               |               |               |        |        |
| Wladimir Sografski | Normalschanze | 97,5 m        | 99,7          | 13            | 99,0 m       | 126,7        | 24           | 97,0 m        | 118,6         | 23            | 245,3  | 22     |
| Wladimir Sografski | Großschanze   | 117,0 m       | 45,6          | 37            | 120,0 m      | 112,5        | 38           | ausgeschieden | ausgeschieden | ausgeschieden | 112,5  | 38     |

### Snowboard
| Athleten        | Wettbewerbe           | Qualifikation | Qualifikation | Achtelfinale | Achtelfinale | Viertelfinale | Viertelfinale | Halbfinale    | Halbfinale    | Finale/Platz 3 | Finale/Platz 3 | Rang |
| Athleten        | Wettbewerbe           | Zeit          | Rang          | Gegner       | Zeit         | Gegner        | Zeit          | Gegner        | Zeit          | Gegner         | Zeit           | Rang |
| --------------- | --------------------- | ------------- | ------------- | ------------ | ------------ | ------------- | ------------- | ------------- | ------------- | -------------- | -------------- | ---- |
| Männer          |                       |               |               |              |              |               |               |               |               |                |                |      |
| Radoslaw Jankow | Parallel-Riesenslalom | 1:22,48 min   | 15            | Karl         | +0,36 s      | ausgeschieden | ausgeschieden | ausgeschieden | ausgeschieden | ausgeschieden  | ausgeschieden  | 15   |